# Rathaus (Apolda)
Das Apoldaer Rathaus ist eines der ältesten Gebäude der Stadt. Es ist eines der wesentlichen Wahrzeichen und prägenden Gebäude der Stadt Apolda und wird bis heute als Rathausgebäude genutzt. Der zweigeschossige Bau im Renaissancestil wurde an der Ostseite des Marktes in den Jahren 1558/1559 errichtet und ist Sitz der Stadtverwaltung in der Kreisstadt Apolda.

## Geschichte

### Altes Rathaus
Apolda erhielt gegen Ende des 13. Jahrhunderts das Stadtrecht. Daraufhin wurde auf der Mitte des Marktplatzes um das Jahr 1336 ein Rathaus errichtet. Da die Stadt von den Vitzthumen unterdrückt wurde und somit nur über wenig finanzielle Mittel verfügte, wurde nur ein kleines Gebäude errichtet. Es besaß „Rathausfreiheit“, was heißt, dass bei kleinen Streitfällen die Ratsmeister unabhängig von den Schloss- oder Landesherren Recht sprechen konnten. Das Dach war mit Schindeln gedeckt. Während der Jahrmärkte wurden auch im Rathaus Waren feilgeboten. Im Jahr 1507 wurden das Rathaus wie auch die gesamte Stadt durch Christoph von Vitzthum gegen ein Darlehen von 600 Gulden an das Kloster Heusdorf verpfändet. In einem Schreiben heißt es:

„Schon gegen Ende des 13. Jahrhunderts besaß das damalige noch recht kleine Apolda ein Rathaus, obgleich das rings von einer Mauer umgebene Städtchen nur 160 Einwohner hatte und nur den Marktplatz und die darum liegenden Gäßchen mit der Rittergasse als Hauptstraße umfasste ...“

### Neues Rathaus
Einige Jahre später genügte das Rathaus nicht mehr den Erfordernissen. Der Chronist Julius Konstantin Kronfeld charakterisierte das Rathaus mit den Worten „alt, baufällig und überdies klein“. Somit wurde in den Jahren 1558/1559 an der Ostseite des Marktplatzes ein neuer Rathausbau errichtet. Die beiden Jahreszahlen sind auch im Rathausturm eingelassen. Zur gleichen Zeit wurde das alte Rathaus in der Mitte des Marktplatzes abgerissen. Zwei Höfe am Markt mussten für diesen Neubau weichen. Sie waren zuvor von der Stadt für 300 Gulden erworben worden. Durch den Abriss des alten Rathauses wurde eine Vergrößerung des Marktplatzes erreicht, so dass günstigere Bedingungen für das Marktleben bestanden. Die eigentlichen Baukosten betrugen ungefähr 3000 Gulden. Diese Summe war für die Stadt eine große Belastung, welche nur über einen längeren Zeitraum abgetragen werden konnte. Noch im Jahr 1573 hatte Apolda rund 800 Gulden zu verzinsen. In einer Urkunde vom 24. April 1558 heißt es:

„Nachdem dem Erbarn Rathe und der ganzen Gemeinde aus der erfordernder noth angelegen, ein Rathaus zubauen, und aber die gelegenheit, an der vorigen Städte wieder eins zubaun, gar nicht zuträglich, darumb der Gemeinde und der Rath bey dem Edlen, Gestrengen und Ehrenvesten Christoph von Vitzthum sambt seinen Leibes-Mannes-Erben, unseren Erbherren unterthäniger Bitte erworben, daß sie dem Rathe und der Gemeinde die Gunst gethan, dass sie zwei Hofstädte, zum Rathause gelegen ..., darauf ein Wohnhaus zu bauen, gelaßen, gelobet und zugesagt.“

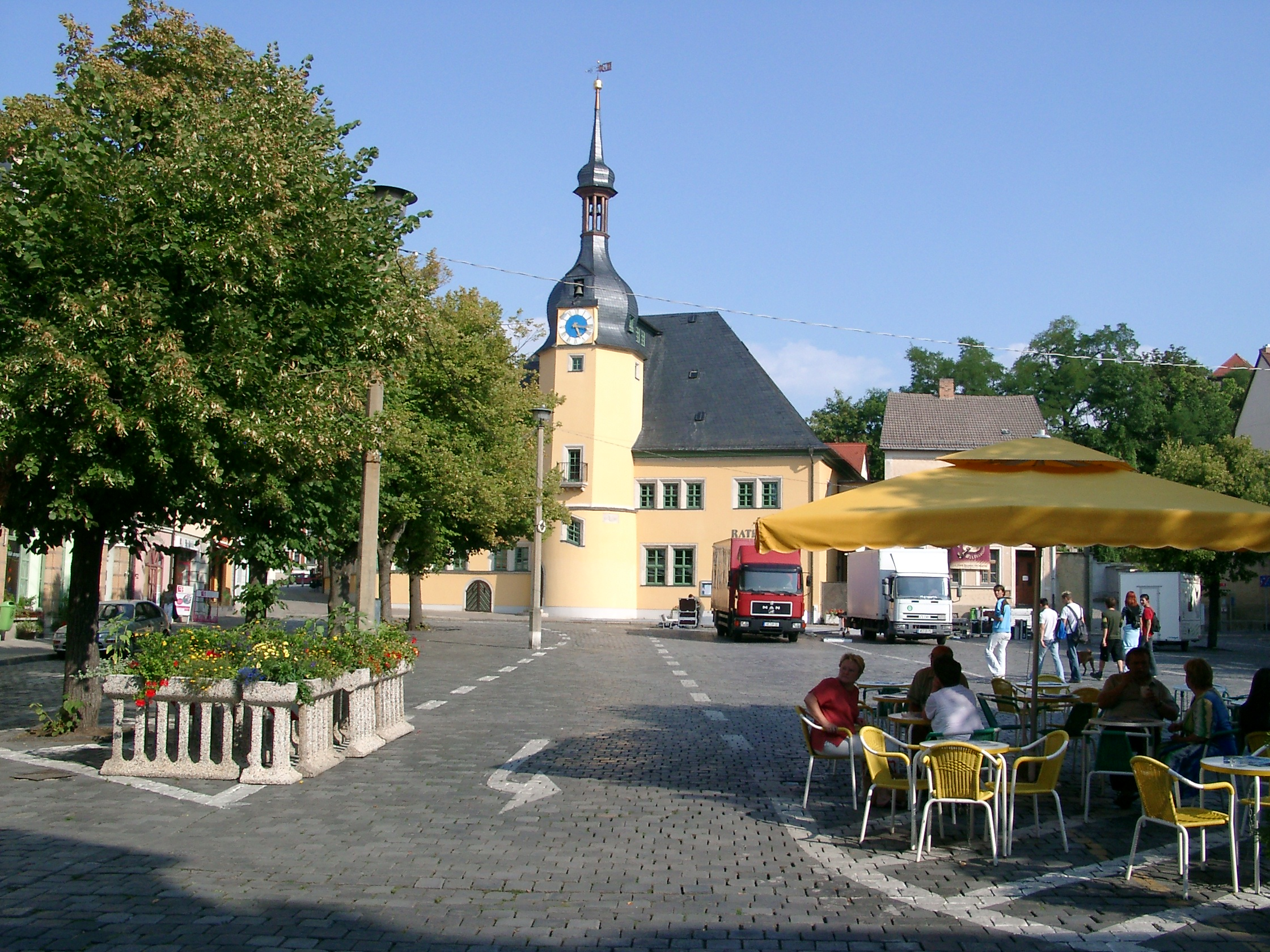
Rathaus und Marktplatz im Jahr 2003

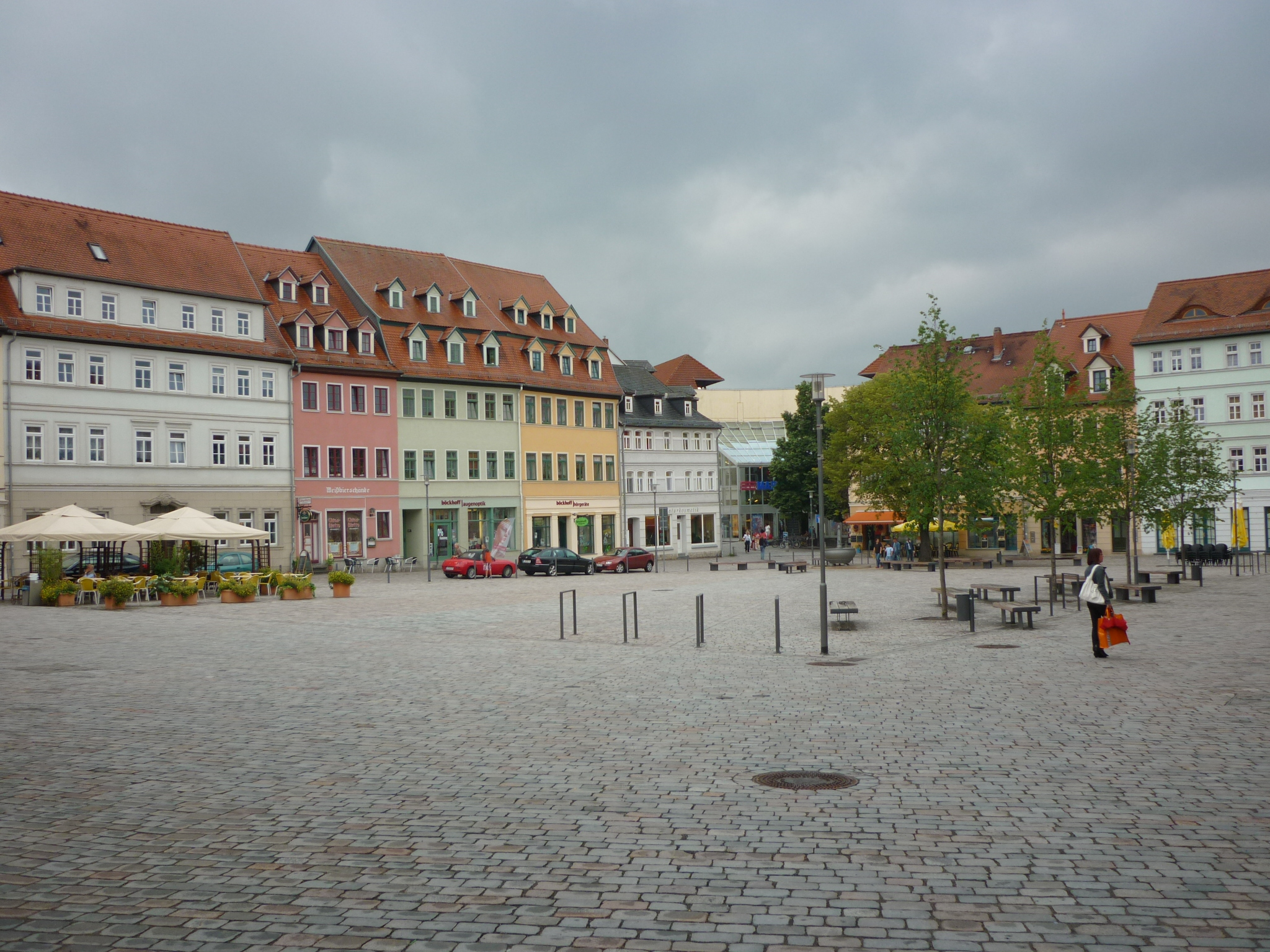
Der Marktplatz nach der Sanierung im Jahr 2009

Nach 110 Jahren erhielt das Rathaus im Jahr 1669 einen stattlichen Turm, in dem eine Turmuhr und Glocken installiert wurden. Die starre, große Glocke hing unter dem Turmhelm und wurde zur vollen Stunde mit einem Hammer von außen angeschlagen, wohingegen die kleinere Glocke in einer Turmwandöffnung hing und die Marktzeiten einläutete. Außerdem diente sie zur Warnung der Bürger vor Bränden und ähnlichen Katastrophen. Vier Jahre später gab es in Apolda einen Stadtbrand, von dem auch das Rathaus betroffen war. Es wurde daher in den Jahren 1673/1674 neu errichtet. Bereits am 4. Juni 1674 war das Rathaus wieder aufgebaut und bezugsfertig. Die Kosten des Wiederaufbaus beliefen sich auf 1435 Taler. Unter der Wendeltreppe des Turmes wurde eine Gefängniszelle eingerichtet. Auf der linken Seite des Turmes war der Ratskeller und darüber die Ratsstube. Seit dem Jahr 1667 war im Rathaus die Ratswaage aufgestellt, welche für Kauf und Verkauf auf dem Markt von großer Bedeutung war. Unter diesem Raum befand sich der Tanzboden, auf welchem die Händler zu den verschiedenen Jahrmärkten ihre Waren anboten. Ab 1771 wachte auf dem Rathausturm der „Türmer“, um vor allem beim Ausbruch eines Brandes die schnelle Benachrichtigung des Bürgermeisters zu gewährleisten. Nebenbei hatte der Türmer auch das Amt des „Stadtmusicus“ inne, um das geringe Jahresgehalt aufzubessern. Der Türmer wohnte im Rathausturm zwischen der Uhr und dem Geläut.
Im unteren Gewölbe war mehr als 300 Jahre lang der Ratskeller untergebracht, welcher im Jahr 1890 geschlossen wurde. Er war eine der wichtigsten Einnahmequellen für die Stadt, da die Bewirtschaftung von den Bürger- und Ratsmitgliedern selbst übernommen worden war. Der Ratskeller war für lange Zeit privilegiert. Andere Schankwirtschaften waren in der Stadt nicht zugelassen. Später entsprach der Ratskeller nicht mehr den Anforderungen und rentierte sich nicht mehr, da schon mehrere Lokale in der Nachbarschaft eröffnet hatten. Im Obergeschoss waren außerdem der Ratstanzsaal und eine Wachstube untergebracht. Vom Jahr 1850 an befand sich zudem das Justizamt im Obergeschoss, da es von Niederroßla nach Apolda verlegt wurde. Im Turm befand sich ein Gefängnis. Ende des 19. Jahrhunderts musste die alte Uhr aufgrund von Witterungsverschleiß erneuert werden. Die neue Uhr besitzt ein Achttagelaufwerk und Viertelstundenschlagwerk.
In den Jahren 1867/1868 wurde der Rathausbau erweitert, nachdem auf dem benachbarten Grundstück in der Schleiergasse ein altes Gebäude abgerissen wurde. Der Ausbau wurde vor allem getätigt, um die Sparkasse dort unterzubringen, welche ab 1910 ihren Sitz im Stadthaus hatte. Im Ersten Weltkrieg wurde die 1667 gegossene Schlagglocke vom Rathausturm abgenommen und wie viele andere Glocken auch eingeschmolzen und für 297 Mark an die Metallsammelstelle abgegeben werden. Als Ersatz wurde eine Hofglocke aus der Niedermühle bereitgestellt. Diese Glocke wurde 1920 durch eine Glocke aus der Gießerei Schilling ebenfalls wieder ersetzt. Um das Jahr 1939 wurde auch das Haus Markt 2 in städtische Nutzung genommen und durch einen Übergang mit dem Rathaus verbunden.

### Renovierungen und Rekonstruktionen
1957 und 1969 wurden Renovierungsarbeiten am Gebäude durchgeführt. Die Turmuhr erhielt ein neues Zifferblatt, die Treppe am Turmeingang sowie der Turmbalkon wurden erneuert. Außerdem wurden neue Fensterbänke und auf der rechten Turmseite das Stadtwappen in modernisierter Form eingesetzt. Im Jahr 1559 war bereits das alte Wappenbild über dem Turmeingang angebracht worden. Die Außenfassade des Rathauses wurde abgeputzt. Dabei erhielt auch das Grundstück Markt 3, auf dem Ende der 1950er Jahre das Haus abgerissen sowie das Grundstück eingeebnet wurde und seither für das Ratspersonal als Parkplatz diente, eine Begrenzungsmauer zum Markt hin.
In den Jahren 1998/1999 wurden verschiedene Rekonstruktionsarbeiten am Rathausbau durchgeführt. Im 1. Obergeschoss wurden nur geringfügige Änderungen vorgenommen. Der Haupteingang des Rathauses wurde gemäß historischer Aufnahmen an den rechten Gebäudeflügel verlegt. Bei den Maßnahmen gefundene, historische Details, wie beispielsweise ein Mauerbogen im Obergeschoss oder ein Renaissance-Portal, wurden freigelegt und wieder hergerichtet. Ein Jahr später wurde der Anbau des Rathauses in der Schleiergasse umfassend rekonstruiert und modernisiert. Im gleichen Jahr wurde am 12. April anlässlich der kampflosen Übergabe der Stadt an die 76. Infanteriedivision der 3. US-Armee am 12. April 1945 eine Gedenktafel im Foyer während einer Feierstunde enthüllt.
Im Jahr 2001 wurde das Hofgebäude des Baus umfassend saniert und gegen Jahresende die Eingangshalle des Rathauses umgestaltet. Seither ist im Foyer, das durch eine Glaswand unterteilt wird, die „Tourist - Information“ untergebracht. Seit dem 11. November 2003 ist im Rathausfoyer ein großes Buch aufgestellt, welches von Hand geschrieben und gezeichnet wurde. In ihm sind Informationen zur wirtschaftlichen Lage der Stadt im Jahr 2003 enthalten. Das Buch umfasst 16 Seiten.